# 292051 Bohlender
292051 Bohlender è un asteroide della fascia principale. Scoperto nel 2006, presenta un'orbita caratterizzata da un semiasse maggiore pari a 2,9824016 UA e da un'eccentricità di 0,1398272, inclinata di 11,87642° rispetto all'eclittica.